# Diplomatie de John Adams

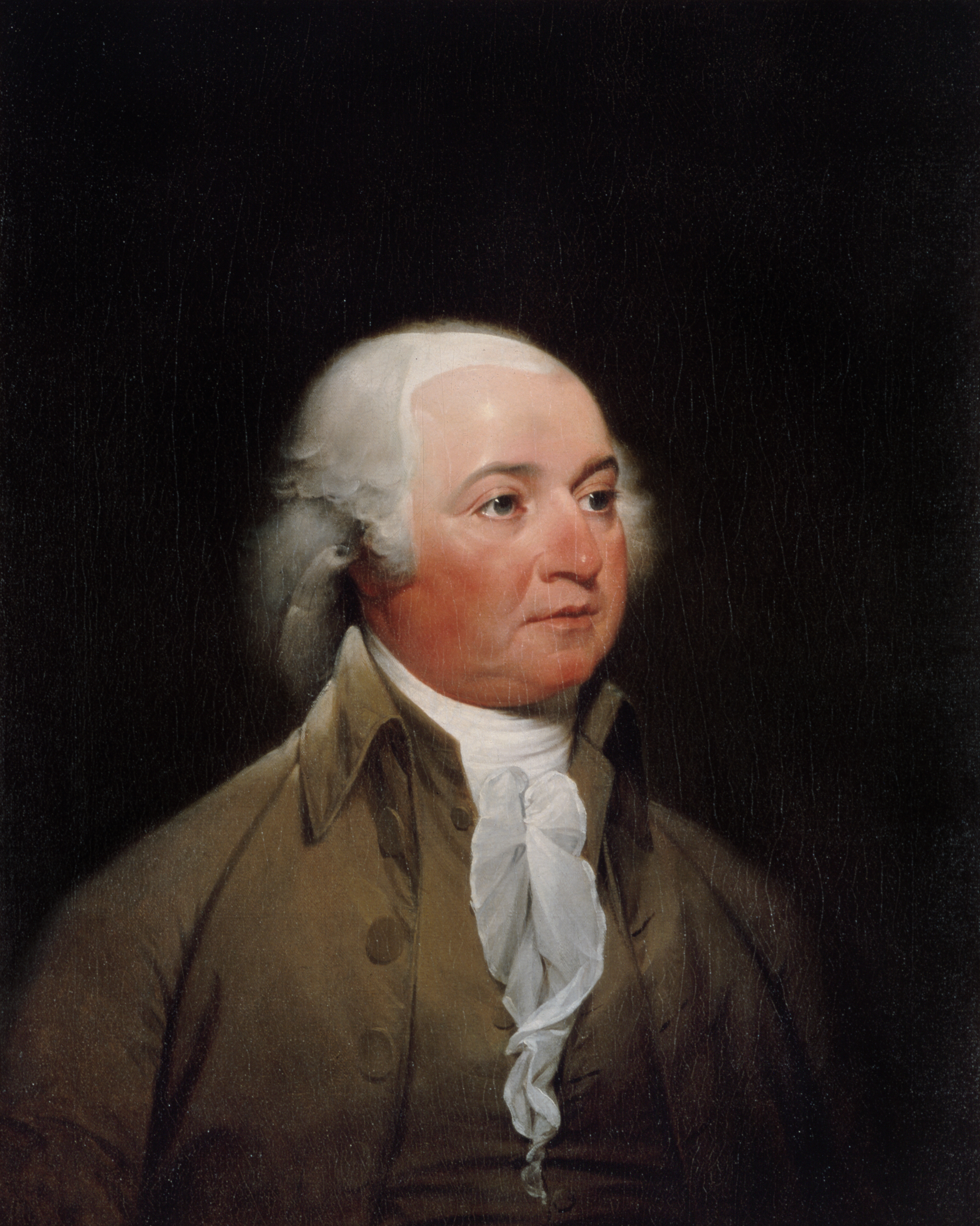
John Adams en 1793, par John Trumbull.

John Adams (1735-1826) était un Père fondateur des États-Unis qui fut l'un des plus importants diplomates américains de la fin du XVIIIe siècle. Après avoir joué un rôle majeur durant la guerre d'indépendance, il fut envoyé comme ministre plénipotentiaire auprès du royaume de France et des Provinces-Unies avant de participer à la rédaction du traité de Paris qui mit fin aux hostilités avec la couronne britannique. 
Ambassadeur en Grande-Bretagne de 1785 à 1788, il rentra ensuite aux États-Unis. Sous sa présidence, les relations avec la France constituèrent l'axe central de sa politique étrangère. L'indignation américaine provoquée par l'attitude insultante des responsables français lors de l'affaire XYZ, de 1797 à 1798, dégénéra en un conflit naval non déclaré connu sous le nom de « quasi-guerre ». Malgré l'attitude belliqueuse d'une frange du Parti fédéraliste conduite par son rival Alexander Hamilton, Adams refusa d'engager son pays dans une guerre formelle et signa la paix avec la France en 1800.

## Guerre d'indépendance américaine: phase initiale
Au printemps 1776, Adams déclara aux membres du second Congrès continental que l'indépendance était nécessaire au développement du commerce et, inversement, que le commerce jouait un rôle essentiel dans la réussite du processus d'indépendance. Il plaida en faveur de la négociation d'un traité commercial avec la France et participa, aux côtés de Benjamin Franklin, John Dickinson, Benjamin Harrison V et Robert Morris, « à la préparation d'une série de traités destinés à être soumis aux puissances étrangères ». Tandis que Thomas Jefferson travaillait sur la déclaration d'indépendance des États-Unis, Adams se consacra à la rédaction du Model Treaty ou « traité-type » qui autorisait la conclusion d'un accord commercial avec la France mais qui ne contenait aucune clause relative à une reconnaissance officielle de la jeune nation américaine, ni à une éventuelle assistance militaire. 
Au début du mois de septembre 1776, après la victoire remportée par les Britanniques à la bataille de Long Island, l'amiral Richard Howe, nommé commissaire par intérim pour la paix, rencontra Adams, Benjamin Franklin et Edward Rutledge afin d'entamer des pourparlers. Les Américains insistèrent sur le fait que toute négociation impliquait la reconnaissance par les Britanniques de l'indépendance des colonies américaines. Howe répondit qu'il n'avait pas l'autorité nécessaire pour donner suite à cette demande et la guerre continua. En octobre 1777, les troupes américaines capturèrent une armée d'invasion britannique à Saratoga, ce qui incita la France à reconnaître officiellement les États-Unis et à déclarer la guerre à la Grande-Bretagne.

## Chargé de mission en France

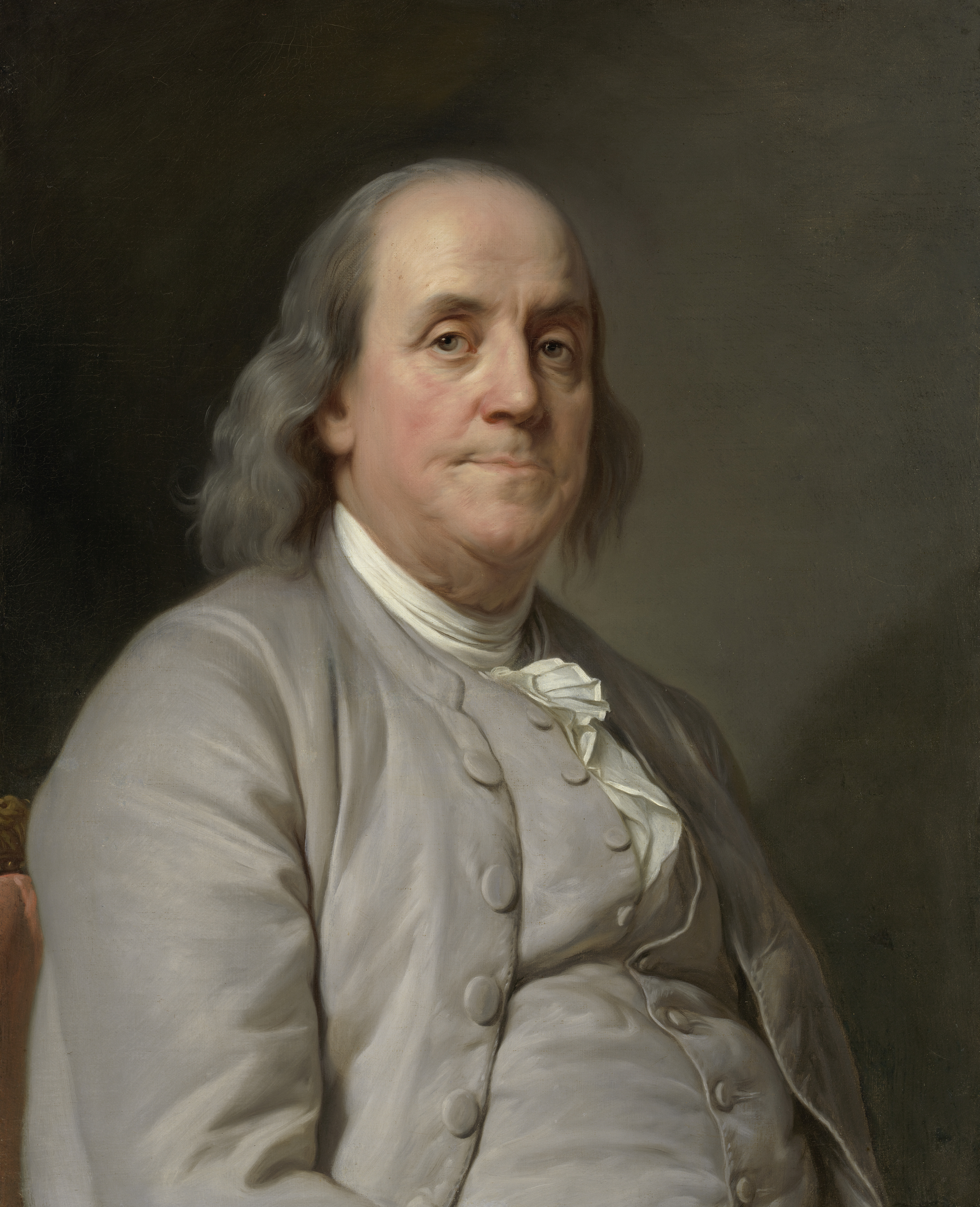
Adams se disputa fréquemment avec Benjamin Franklin sur la manière de gérer les relations avec la France.

Le 27 novembre 1777, Adams fut affecté comme chargé de mission en France en remplacement de Silas Deane. L'objectif de ce voyage était de rejoindre Benjamin Franklin et Arthur Lee à Paris pour négocier une alliance avec les Français et les convaincre d'entrer en guerre aux côtés des insurgents. Arrivé en Espagne le 1er avril 1778, Adams apprit qu'une alliance avait déjà été conclue entre la France et les États-Unis le 6 février. Adams fut contrarié par l'attitude des deux autres représentants, Lee, qu'il considérait comme un cynique et un paranoïaque, et Franklin qu'il trouvait irritant, léthargique et excessivement déférent envers les Français. Il n'aimait pas non plus le secrétaire de Franklin, le docteur Edward Bancroft, qui était en réalité un espion britannique. Adams était en outre handicapé par sa méconnaissance du français qui était la langue de la diplomatie internationale à cette époque. 
Son rôle fut donc assez discret mais il s'affirma comme l'administrateur en chef de la commission, s'occupant avec rigueur et méthode des ressources financières et de la bonne tenue des dossiers de la délégation. Adams était frustré par le manque d'enthousiasme des Français à l'égard de la cause des insurgents. Au mois de décembre, il écrivit une lettre au ministre des Affaires étrangères français, le comte de Vergennes, pour réclamer le soutien de la flotte française en Amérique du Nord. Franklin adoucit les termes de la lettre mais cette dernière fut ignorée par Vergennes. En septembre 1778, le Congrès étendit les pouvoirs de Franklin en le nommant ministre plénipotentiaire en France tandis que Lee fut envoyé en Espagne. N'ayant reçu pour sa part aucune instruction précise, Adams prit cela comme un affront et il quitta la France le 8 mars 1779.
En automne de la même année, Adams fut chargé de mener les négociations de paix avec la Grande-Bretagne ainsi que d'élaborer un traité commercial entre les deux pays devant entrer en vigueur après la fin des hostilités. Après la dispersion de la convention constitutionnelle du Massachusetts, lors de laquelle il rédigea la constitution de cet État, il repartit pour l'Europe en novembre à bord de la frégate française Sensible, accompagné de ses fils John Quincy et Charles. En France, en raison des désaccords constants entre Lee et Franklin, Adams trancha la plupart des débats sur le travail de la commission et il se rendit également plus utile en améliorant sa maîtrise du français.
Adams, contrairement à Franklin, ne voyait pas l'alliance franco-américaine d'un très bon œil car il estimait que les Français agissaient uniquement dans leur propre intérêt et ne fournissaient pas une aide suffisante aux colonies américaines révoltées. Pour lui, les Français souhaitaient garder leurs mains « au-dessus de notre menton pour nous empêcher de nous noyer, mais pas pour nous aider à lever la tête hors de l'eau ». Sa franchise le conduisit en définitive à se heurter directement à Vergennes. En mars 1780, le Congrès vota en faveur de la dévaluation du dollar afin de mettre un frein à l'inflation. Au mois de juin, Vergennes eut une entrevue avec Adams, qui reçut peu après une lettre du ministre dans laquelle celui-ci déplorait l'impact de la dévaluation sur les marchands français et demandait à Adams d'écrire au Congrès pour l'inciter à « revenir sur ses pas ». Adams lui répondit que cette décision était justifiée et que le commerce français se portait beaucoup mieux que ce qu'en disait Vergennes. Il en profita également pour critiquer le comportement des Français depuis la ratification du traité d'alliance : en effet, selon lui, les troupes du comte de Rochambeau envoyées au secours des colonies rebelles n'avaient encore rien fait et l'Amérique attendait toujours avec impatience les navires de guerre réclamés par les insurgents pour bloquer l'armée britannique dans les ports et faire pièce à la Royal Navy ; il alla même jusqu'à insinuer que le déploiement de la marine française aux Antilles et non sur les côtes américaines avait uniquement pour but de protéger les intérêts français. Adams concluait sa missive en estimant que la France devait s'impliquer davantage dans l'alliance. Vergennes lui rétorqua qu'il ne consentait à traiter qu'avec Franklin, lequel adressa une lettre au Congrès très critique à l'égard d'Adams. Avant même qu'une réponse pût être envoyée, Adams décida de quitter la France.

## Ministre plénipotentiaire auprès des Provinces-Unies
À l'été 1780, Adams se rendit aux Provinces-Unies, qui étaient l'une des rares républiques existantes dans le monde à cette époque. Il estimait en effet que les Hollandais seraient susceptibles de soutenir la cause américaine et qu'obtenir un prêt de leur part permettrait non seulement de diminuer la dépendance des États-Unis vis-à-vis de la France mais aussi de faire pression sur la Grande-Bretagne afin de mettre un terme aux hostilités. Adams ne bénéficiait au départ d'aucun statut particulier, mais il fut nommé représentant en juillet et s'installa à Amsterdam au mois d'août. Même s'il était initialement confiant dans ses chances de succès et que la vie à Amsterdam lui était agréable, il dut rapidement déchanter : les Hollandais, par crainte de représailles britanniques, refusèrent de le rencontrer. En effet, lorsque les Provinces-Unies avaient aidé secrètement les États-Unis par le passé, les Britanniques n'avaient pas hésité à s'en prendre aux navires hollandais. À la même période, la nouvelle des défaites américaines à Charleston et Camden et celle de la trahison de Benedict Arnold arrivèrent en Europe, ce qui n'améliora pas la position d'Adams. 
Cinq mois s'écoulèrent ainsi sans qu'Adams ne rencontrât un seul représentant néerlandais. Il obtint finalement une audience avec les autorités hollandaises le 19 avril 1781 mais ne put s'assurer définitivement de leur appui. Il parvint en revanche à s'opposer à une tentative de médiation du conflit de la part des pays neutres européens, qui n'avaient pas jugé bon d'informer les États-Unis de leur intention. En juillet 1781, il dut se résigner au départ de ses deux fils et de son secrétaire, Francis Dana, envoyé en ambassade à Saint-Pétersbourg pour convaincre la Russie de reconnaître officiellement la jeune nation américaine. Dana, qui maîtrisait mal le français, fut autorisé par Adams à emmener avec lui son fils John Quincy, qui parlait couramment cette langue. En août, après s'être vu retirer la responsabilité de négocier seul le traité devant mettre fin à la guerre, Adams tomba gravement malade et fit une dépression nerveuse. Au mois de novembre, il fut informé de la victoire décisive remportée par les troupes américaines et françaises sur l'armée britannique à Yorktown. Ce succès avait été rendu possible en grande partie grâce au soutien de la marine française, ce qui confirmait la justesse des vues d'Adams sur la nécessité d'un renforcement de l'appui naval de la France.
La victoire franco-américaine à Yorktown eut un grand retentissement en Europe. En janvier 1781, guéri, Adams se rendit à La Haye pour demander aux États généraux des Provinces-Unies de répondre à ses sollicitations. Constatant la vanité de ses efforts, il porta sa cause devant le peuple, où le sentiment pro-américain était très présent, pour inciter les États généraux à reconnaître les États-Unis. Plusieurs provinces hollandaises prirent acte de l'indépendance américaine et, le 19 avril 1782, les États généraux rassemblés à La Haye reconnurent officiellement l'indépendance des États-Unis. Dans le même temps, ils confirmèrent à Adams son statut d'ambassadeur. L'historien John E. Ferling relativise toutefois le rôle d'Adams, affirmant que c'est bien davantage la victoire de Yorktown, combinée aux pressions exercées par les Français sur les Hollandais, qui conduisirent ces derniers à reconnaître officiellement la jeune nation américaine. Avec l'appui du chef des patriotes, Joan Derk van der Capellen tot den Pol, Adams négocia le 11 juin un emprunt de cinq millions de florins auprès de Nicolaas van Staphorst et de Willem Willink. En octobre 1782, il ratifia également avec les Hollandais un traité d'amitié et de commerce. La maison qu'Adams avait achetée lors de son séjour aux Provinces-Unies fut la première ambassade américaine en territoire étranger.

## Négociation du traité de Paris

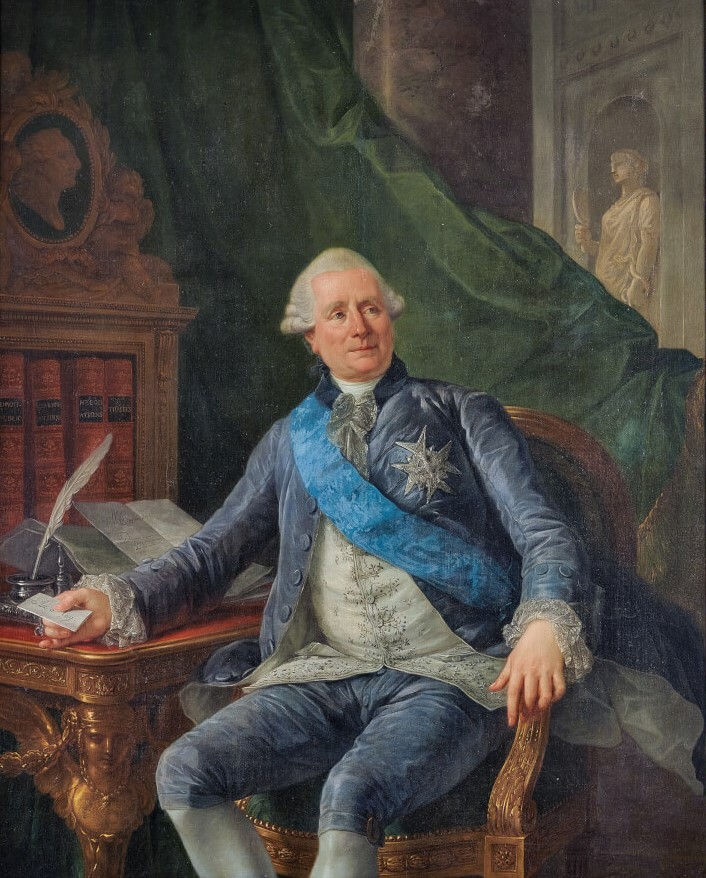
Le comte Charles Gravier de Vergennes. Huile sur toile d'Antoine-François Callet, 1781, château de Versailles.

Après avoir conclu le prêt avec les Hollandais, Adams fit partie de la commission américaine chargée de négocier le traité de Paris, visant à mettre fin aux hostilités avec les Britanniques. Les relations entre lui et le comte de Vergennes étant toujours mauvaises, Benjamin Franklin, Thomas Jefferson, John Jay et Henry Laurens furent désignés pour travailler aux côtés d'Adams, mais Jefferson ne se rendit pas en Europe et Laurens fut finalement envoyé aux Provinces-Unies. Par contre, Jay, Adams et Franklin jouèrent un rôle majeur dans le processus de ratification du traité. L'un des principaux objectifs des diplomates américains, pour lequel ces derniers parvinrent, non sans difficultés, à obtenir satisfaction, était la concession de droits de pêche au large de Terre-Neuve et de l'île du Cap-Breton. Les plénipotentiaires britanniques souhaitaient limiter la proximité des pêcheurs américains des côtes canadiennes mais Adams insista pour que ces derniers puissent non seulement naviguer librement près du rivage mais également être autorisés à réparer leurs navires sur les rives de Terre-Neuve. Se référant entre autres à cette exigence, Vergennes, par l'intermédiaire d'un émissaire, informa secrètement les Britanniques que la France ne se sentait pas dans l'obligation de « soutenir ces ambitions prétentieuses ». Passant outre aux considérations de Franklin et de Vergennes, Jay et Adams décidèrent de traiter directement avec les commissaires britanniques à l'insu des Français.

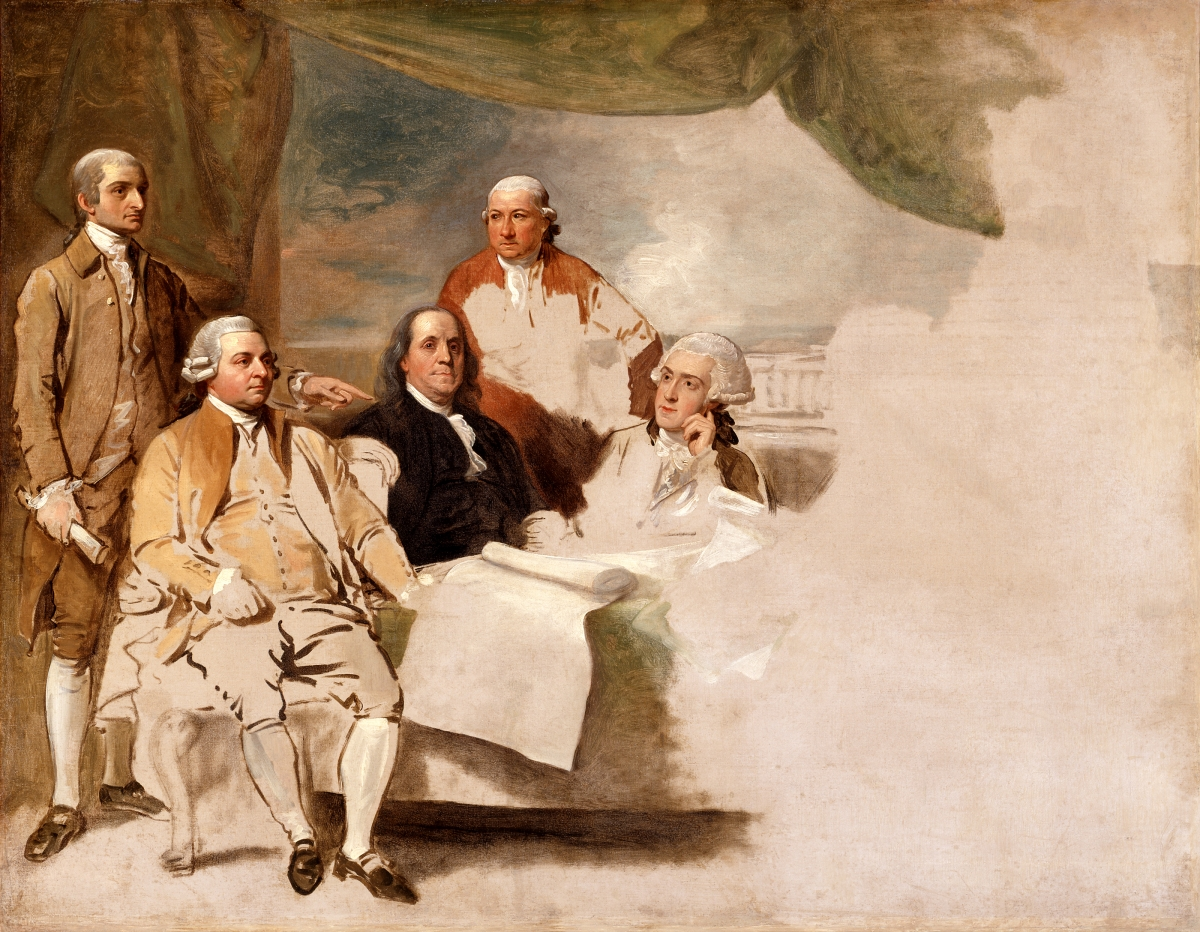
Signature du traité de Paris par Benjamin West (1783). Adams est le deuxième en partant de la gauche.

Adams était fermement convaincu que les États-Unis devaient conclure une paix séparée avec la Grande-Bretagne, même si cela allait à l'encontre des vœux du Congrès et des clauses du traité d'alliance signé en 1778 avec la France. Adams pensait en effet que suivre la ligne défendue par le Congrès, Franklin et Vergennes reviendrait à rattacher excessivement les États-Unis au système international européen. Le 30 novembre 1782, les diplomates américains ratifièrent un traité de paix préliminaire avec la Grande-Bretagne, celui-ci ne devant pas entrer en vigueur avant que la paix ne fût aussi conclue avec la France. 
Afin d'apaiser les tensions vis-à-vis de la Grande-Bretagne aux États-Unis et accroître la pression sur la France, Adams informa les Britanniques que son pays était prêt à leur accorder des statuts de pêche beaucoup plus généreux que ceux proposés par la France en 1778. Londres accepta l'offre et plusieurs autres dispositions firent l'objet de discussions entre les deux partis. Mis au courant par Franklin, Vergennes fut déçu par le double-jeu des plénipotentiaires américains mais il ne voulut rien renégocier, ayant semble-t-il été surpris de l'ampleur des concessions britanniques. Les négociations secrètes entre les États-Unis et la Grande-Bretagne permirent en outre à la France de se dédouaner auprès de son allié espagnol, furieux de voir les Britanniques se maintenir à Gibraltar et qui craignait une tentative de reconquête de la Floride par ces derniers. Le traité de paix fut signé le 3 septembre 1783 avec l'approbation de la France et la Grande-Bretagne reconnut officiellement l'indépendance des États-Unis.
Entre 1784 et 1785, Adams contribua à la ratification d'un traité d'amitié et de commerce entre les États-Unis et le royaume de Prusse. Outre Adams, les négociations impliquèrent l'ambassadeur de Prusse à la Haye, Friedrich Wilhelm von Thulemeyer, ainsi que Thomas Jefferson et Benjamin Franklin, qui se trouvaient à Paris à ce moment-là.

## Ministre plénipotentiaire en Grande-Bretagne

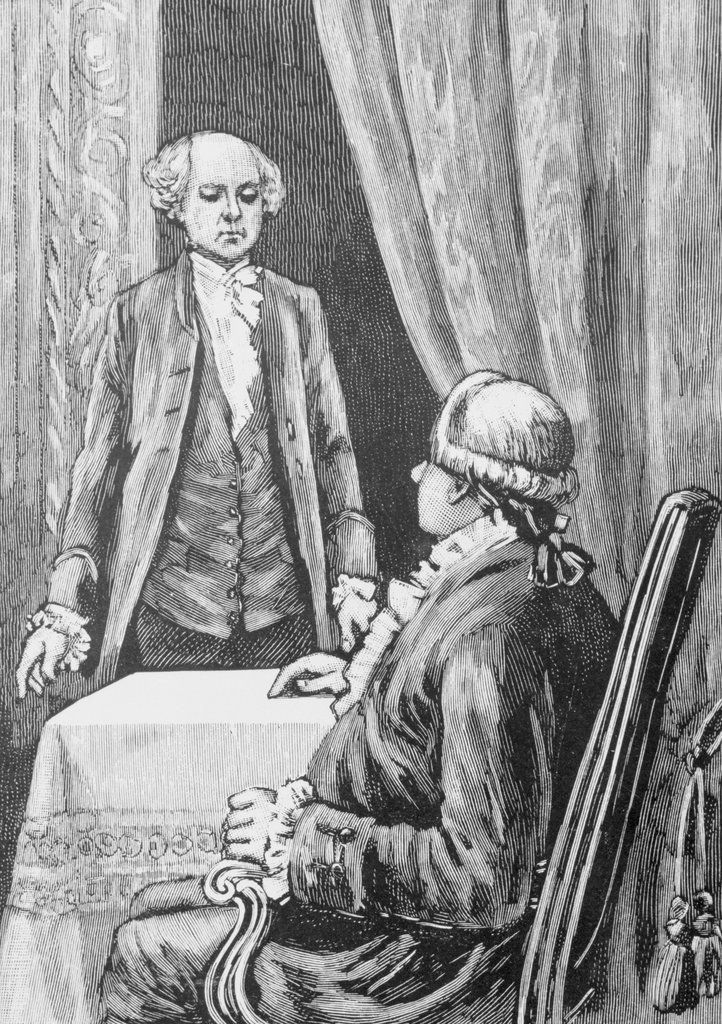
John Adams et le roi George III du Royaume-Uni.

En 1785, Adams devint le premier ambassadeur des États-Unis en Grande-Bretagne avec le titre de ministre plénipotentiaire auprès du cabinet de St.-James. Il fut reçu pour la première fois en audience par le roi George III le 1er juin. Adams s'approcha du roi, s'inclina à trois reprises et promit de faire tout ce qui était en son pouvoir pour rétablir l'amitié entre le peuple américain et le peuple britannique, qui partageaient « le même langage, une religion similaire et des liens de parenté ». Le roi acquiesça et ajouta que « s'il avait été le dernier à consentir » à l'indépendance des colonies américaines, il voulait qu'Adams sache qu'il avait toujours fait ce qu'il pensait être juste et approprié. Il déclara ensuite : « certaines personnes pensent que vous n'êtes pas le plus attaché de tous vos compatriotes aux mœurs de la France ». Adams répliqua : « cette opinion, Sire, n'est pas infondée ; à la vérité, je dois avouer à votre Majesté que je n'ai de loyauté qu'envers mon propre pays », ce à quoi le roi George répondit : « un honnête homme n'en aura jamais d'autre ».
Lors de sa venue à Washington, D.C. pour les commémorations du bicentenaire de l'indépendance américaine en 1976, la reine Élisabeth II du Royaume-Uni reconnut l'importance du rôle joué par Adams : « John Adams, le premier ambassadeur des États-Unis, avait dit à mon ancêtre, le roi George III, que son désir était de contribuer au rétablissement de la « bonne vieille nature et de la bonne vieille humeur entre nos peuples ». Ce redressement a été accompli il y bien longtemps et a été préservé par les liens du langage, de la tradition et des relations particulières ».
Adams fut rejoint par sa femme alors qu'il était à Londres. En butte à l'hostilité de la Cour, le couple cherchait à échapper à ses obligations aussi souvent que possible en allant voir Richard Price, directeur de l'Église unitarienne de Newington Green. Jefferson séjourna en Grande-Bretagne durant l'année 1786 alors qu'il servait comme ambassadeur en France : lui et Adams se rendirent à la campagne et ils visitèrent ensemble la plupart des grands sites historiques du pays. Alors qu'il résidait à Londres, Adams retrouva brièvement son vieil ami Jonathan Sewall, mais les deux hommes se rendirent compte qu'ils avaient trop changé pour renouer leur amitié d'antan et Adams considéra Sewall comme l'une des victimes de la guerre. Sewall critiqua quant à lui le travail d'Adams à l'ambassade : 

« Ses capacités sont sans nul doute adaptées aux aspects mécaniques de sa fonction d'ambassadeur ; mais cela ne suffit pas. Il ne sait pas danser, boire, jouer, flatter, promettre, s'habiller, jurer avec les gentilshommes, bavarder et marivauder avec les dames ; bref, il ne possède aucun de ces arts ou ornements essentiels qui définissent un courtisan. Des milliers de personnes existent qui, ne disposant que du dixième de son intelligence et sans une parcelle de son honnêteté, lui seraient infiniment supérieures dans n'importe quelle cour d'Europe. »

Sous son ambassade, Adams dut gérer l'incapacité des États-Unis et de la Grande-Bretagne à respecter leurs obligations consécutives au traité de Paris. La jeune nation américaine tardait en effet à s'acquitter des dettes contractées auprès des marchands britanniques, et en réaction, les Britanniques refusèrent d'évacuer les forts situés au nord-ouest du pays. Les tentatives d'Adams pour dénouer le conflit se soldèrent par un échec et il se plaignit souvent de ne pas recevoir suffisamment de nouvelles de sa terre natale. Il entretenait une correspondance avec ses fils, John Quincy et Charles, qui étudiaient tous les deux à Harvard, en mettant en garde le premier contre l'« odeur de la lampe de minuit » et en encourageant le second à se consacrer pleinement à ses études. Lui-même était de plus en plus agacé par la situation en Grande-Bretagne et par l'agitation provoquée par la révolte de Shays aux États-Unis, et il écrivit à Jay pour demander à être relevé de ses fonctions. En 1788, Adams prit congé du roi George III. Dans un dialogue poli et formel, celui-ci promit au diplomate de respecter les termes du traité une fois que l'Amérique aurait fait de même. Adams se rendit ensuite à La Haye pour quitter officiellement son poste d'ambassadeur et obtenir des Pays-Bas un prêt destiné à régler des dettes américaines antérieures.

## Présidence
Alors que Jefferson et Adams étaient candidats à l'élection présidentielle de 1796, l'ambassadeur français Pierre Auguste Adet dépeignit Adams sous les traits d'un anglophile convaincu et encouragea les électeurs américains francophiles à voter pour Jefferson. Les fédéralistes ripostèrent en dénonçant l'ingérence d'Adet dans la vie politique nationale. La République française adopta peu après un décret autorisant la saisie des navires américains dans les Antilles et stipulant que les marins américains au service de la couronne britannique seraient traités comme des pirates. Une guerre maritime limitée contre le commerce américain commença quelques jours avant l'investiture d'Adams. Face à cette situation, le nouveau président convoqua une session extraordinaire du Congrès et exhorta les parlementaires à prendre des mesures défensives en prévision d'un éventuel conflit. Il envoya tout de même en France une délégation pour résoudre le contentieux de manière pacifique, mais cette initiative déboucha sur le scandale de l'affaire XYZ et précipita le déclenchement de la « quasi-guerre ». 